# النا آرویگو
اِلنا آرویگو (ایتالیایی: Elena Arvigo؛ ۲۸ آوریل ۱۹۷۴) کارگردان نمایش و بازیگر سینما و تلویزیون اهل ایتالیا است.
از فیلم‌ها یا سریال‌های تلویزیونی که وی در آن‌ها نقش داشته‌است، می‌توان به بخور عبادت کن عشق بورز و سفارش‌ها اشاره نمود.